# Michal Novák (lyžař)
Michal Novák (* 26. října 1996 Karlovy Vary) je český reprezentant v běhu na lyžích. Startoval pětkrát na mistrovství světa v klasickém lyžování a dvakrát na zimní olympiádě.

## Sportovní kariéra
Pochází z krušnohorských Nových Hamrů, běhu na lyžích se věnovala i jeho starší sestra Petra. Je odchovancem Slovanu Karlovy Vary, v současnosti je členem Dukly Liberec. 
V lednu 2016 poprvé startoval ve Světovém poháru, o rok později startoval i na MS 2017 v Lahti. 
V sezóně 2017/18 poprvé ve Světovém poháru bodoval (28. místo v Lenzerheide a 24. místo ve Falunu - obojí ve sprintech), absolvoval celou Tour de Ski (dokončil na 39. místě) a vybojoval si nominaci na olympiádu v korejském Pchjongčchangu. 
Před následující sezónou se stal jedničkou radikálně omlazeného reprezentačního týmu, když kariéru ukončili Martin Jakš, Aleš Razým a Dušan Kožíšek. Životní úspěch si připsal na MS do 23 let v Lahti v roce 2019, kde získal na bruslařské patnáctce stříbrnou medaili, startoval také na MS v Seefeldu a v závěru sezóny ve Světovém poháru poprvé pronikl do nejlepší dvacítky − 14. místem v závodě na 15 km volnou technikou ve Falunu si vylepšil své maximum.
Kariérní maximum ve Falunu si zlepšil třetí rok po sobě i v sezóně 2019/20 − ve sprinterském závodě obsadil třinácté místo, celkem v celé sezóně bodoval ve SP desetkrát. 
Další výsledkové zlepšení mu přinesla sezóna 2020/21, ve Světovém poháru se dvakrát probojoval do elitní desítky − na Nový rok v zahajovacím sprintu na Tour de Ski ve Val Müstair dojel na 9. místě a toto své maximum vyrovnal v únoru ve sprintu volnou technikou v Ulricehamnu. Zlepšení proti minulým sezónám potvrdil i na MS v Oberstdorfu, kde ve všech závodech zajel svá životní maxima v rámci světových šampionátů – nejlepší umístění dosáhl ve sprinterských disciplínách – v individuálním sprintu byl 23., v týmovém sprintu s Luďkem Šellerem skončili osmí, naopak ho mrzelo až 35. místo z intervalového závodu na 15 km volně.
V sezóně 2021/22 pronikl do užší světové špičky a dosáhl nejlepšího umístění českého reprezentanta ve Světovém poháru v běhu na lyžích za posledních 8 let – ve stíhacím závodě na 15 km v Ruce byl pátý a stejné umístění zopakoval v Lillehammeru v závodě na 15 km volně.

## Největší úspěchy
- MS do 23 let 2019 (Lahti) – 2. místo v běhu na 15 km volně
- 4. Místo na MS 2023 (Planica) v sprintu klasickou technikou

### Výsledky ve Světovém poháru
| Sezóna  | Věk | Sezónní výsledky | Sezónní výsledky | Sezónní výsledky | Sezónní výsledky | Výsledky na Ski Tour | Výsledky na Ski Tour | Výsledky na Ski Tour | Výsledky na Ski Tour |
| Sezóna  | Věk | Celkově          | Distance         | Sprinty          | U23              | Nordic Opening       | Tour de Ski          | WC Final             | Ski Tour Kanada      |
| ------- | --- | ---------------- | ---------------- | ---------------- | ---------------- | -------------------- | -------------------- | -------------------- | -------------------- |
| 2015/16 | 19  | —                | —                | —                | —                | —                    | —                    | —                    | —                    |
| 2016/17 | 20  | —                | —                | —                | —                | 67.                  | DNF                  | —                    | —                    |
| 2017/18 | 21  | 132.             | —                | 74.              | 21.              | 56.                  | 39.                  | 51.                  | —                    |
| 2018/19 | 22  | 90.              | 75.              | 57.              |                  | DNF                  | —                    | —                    | —                    |
| 2019/20 | 23  | 66.              | 53.              | 47.              | —                | 30.                  | DNF                  | —                    | —                    |
| 2020/21 | 24  | 34.              | 54.              | 13.              | —                | 38.                  | 24.                  | —                    | —                    |
| 2021/22 | 25  | 23.              | 25.              | 19.              | —                | —                    | 28.                  | —                    | —                    |
| 2022/23 | 26  | 9.               | 18.              | 17.              | —                | —                    | 11.                  | —                    | —                    |
| 2023/24 | 27  | 37.              | 24.              | 36.              | —                | —                    | DNF                  | —                    | —                    |
| 2024/25 | 28  |                  |                  |                  | —                | —                    | 23.                  | —                    | —                    |

### Výsledky na OH
| Rok  | Věk | 15 km | 30 km skiatlon | 50 km hromadný start | sprint | 4 × 10 km štafeta | sprint dvojic |
| ---- | --- | ----- | -------------- | -------------------- | ------ | ----------------- | ------------- |
| 2018 | 21  | 46.   | —              | —                    | 60.    | 10.               | —             |
| 2022 | 25  | 50.   | 18.            | DNS                  | 23.    | 12.               | 14.           |

### Výsledky na MS
| Rok  | Věk | 15 km | 30 km skiatlon | 50 km hromadný start | sprint | 4 × 10 km štafeta | sprint dvojic |
| ---- | --- | ----- | -------------- | -------------------- | ------ | ----------------- | ------------- |
| 2017 | 20  | —     | —              | 36.                  | 44.    | 11.               | 12.           |
| 2019 | 22  | 39.   | —              | 36.                  | 37.    | 11.               | 17.           |
| 2021 | 24  | 35.   | —              | 24.                  | 23.    | 11.               | 8.            |
| 2023 | 26  | 12.   | —              | —                    | 4.     | —                 | 9.            |
| 2025 | 28  | 8.    | 16.            | 11.                  | 5.     | 11.               | 7.            |